# Nine Muses
Le Nine Muses (나인뮤지스?) sono un gruppo musicale sudcoreano, formatosi a Seul nel 2010 e scioltosi nel 2019. Nel 2023 viene annunciata ufficialmente la reunion.

## Nota sul nome
Il nome del gruppo è ispirato alle muse della mitologia greca.

## Storia

### 2010: debutto conLet's Have A Party

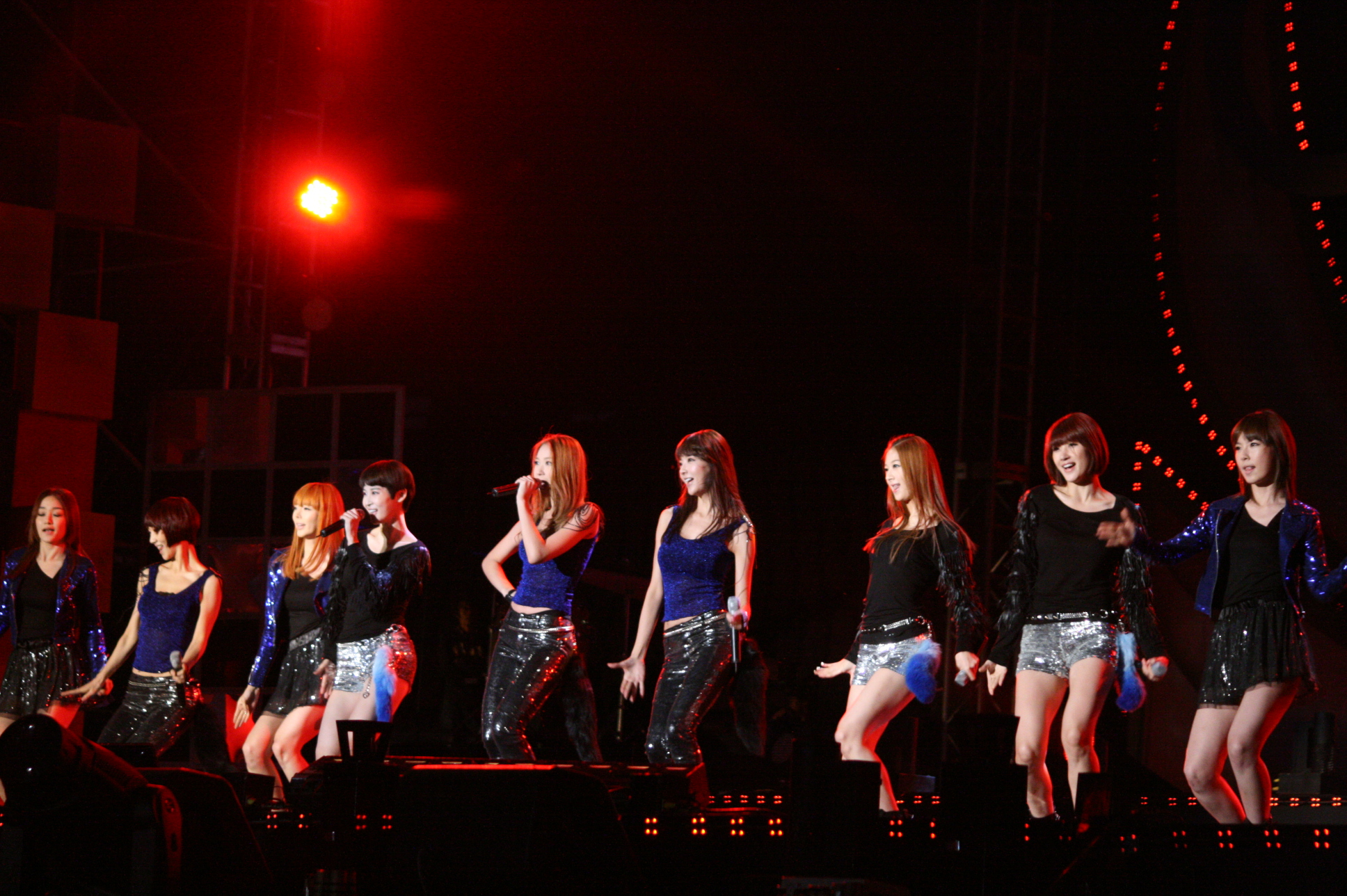
Le Nine Muses nel 2010, all'Asia Song Festival.

La costituzione delle Nine Muses fu annunciata nell'aprile 2009, comunicando alla stampa che presto avrebbe debuttato un nuovo girl group composto da nove ragazze già note per le loro capacità di attrici, modelle, cantanti e presentatrici (Rana e Lee Sem, per esempio, erano supermodelle). Parte della formazione trapelò il 26 marzo 2010, dopo l'apparizione di una di loro, Minha, nel videoclip di "All Day" degli ZE:A. Il 27 luglio, la Star Empire Entertainment diffuse il video dell'audizione, risalente al 2008, di Sera, mentre eseguiva "Stuck" di Stacie Orrico. Poco prima del debutto, il gruppo fece un cameo nel drama coreano Gyeolhonhaejuse-yo (Please Marry Me), interpretando una band di aspiranti idol.
Le Nine Muses debuttarono il 12 agosto con l'album singolo Let's Have a Party. La canzone di lancio "No Playboy", prodotta dal compositore Rainstone e da Park Jin-young, non ottenne però un buon risultato. La formazione, che aveva già subito la sostituzione di sei membri nei mesi prima del debutto, cambiò ancora quando, poco dopo, Jaekyung lasciò il gruppo per concentrarsi sulla sua carriera di modella e venne sostituita da un'altra modella, Hyuna. Con l'annessione della nuova cantante, pubblicarono ad ottobre dello stesso anno il singolo Ladies, prodotto anch'esso da Rainstone. Il 29 novembre, il gruppo apparve in un episodio della sitcom Mongttang naesarang (All My Love). Per avvicinarsi al mercato giapponese, il 26 dicembre 2010 le 9MUSES eseguirono sei canzoni all'evento Seoul Train, insieme a V.O.S. e ZE:A.

### 2011-2012: "Figaro" eSweet Rendezvous

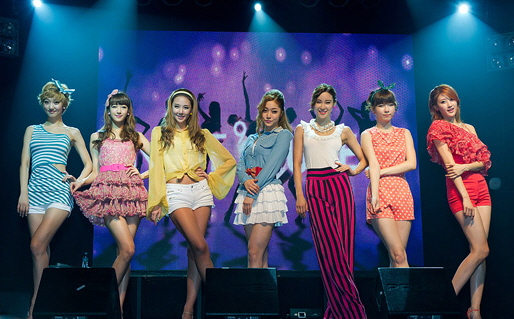
Le sette Nine Muses nel 2011, alla presentazione di "Figaro".

Nel febbraio 2011, venne annunciato che Bini e Rana avrebbero lasciato le 9MUSES per dedicarsi ad altre attività, e che probabilmente sarebbero state sostituite. Anche Euaerin decise di prendersi una pausa, ma tornò nel gruppo tre mesi dopo, e il 18 agosto pubblicarono il singolo digitale "Figaro", con il relativo video musicale. Per il ritorno sulle scene, le 9MUSES allenarono le loro capacità vocali per ottenere uno stile più maturo. Una volta iniziata la promozione del brano, la casa discografica decise di cambiare il loro nome in Sweet Candy, poiché non erano più nove ma sette. Tempo dopo, comunque, annunciò che il nome non sarebbe stato modificato e che sarebbero invece stati aggiunti due nuovi membri.
La nuova cantante Kyungri venne presentata all'esibizione del gruppo ad Abu Dhabi. Debuttò il 10 gennaio 2012 con l'uscita del videoclip di "News", il cui singolo venne commercializzato il giorno successivo. La coreografia venne criticata poiché ritenuta troppo provocante e, conseguentemente, fu leggermente modificata; "News", però, fu la loro prima canzone a raggiungere la top 40. L'8 marzo uscì il videoclip di "Ticket" insieme al loro primo EP, Sweet Rendezvous, che riuscì a raggiungere la top 10 dei dischi più venduti, un traguardo mai raggiunto prima dal gruppo. Il 25 maggio 2012, le 9MUSES realizzarono due video per la canzone "My Youth's Allegiance", composta per la campagna militare.
A luglio, si unirono alle band 2PM, 4Minute, MBLAQ, Dal Shabet, Sistar, ZE:A, miss A e B1A4 che, sotto il nome collettivo di Team SIII, realizzarono il brano "Win the Day" per i Giochi della XXX Olimpiade.

### 2013-2014: primo album e cambi nella formazione
Il 10 gennaio 2013 venne annunciata l'entrata nel gruppo del nono membro, Sunga. Alla fine del mese ritornarono sulle scene con un nuovo singolo chiamato "Dolls", accompagnato da un video musicale, che riuscì a entrare nella top 10 della classifica Instiz iChart dei download in tempo reale e fu la prima loro canzone a raggiungere la top 20 della Gaon Chart. Per promuovere il brano, le 9MUSES si divisero in due sotto-unità, le Dark Muses (Hyuna, Eunji, Sunga e Kyungri) e le White Muses (Lee Sem, Sera, Euaerin, Hyemi e Minha). Il 9 maggio, venne pubblicato il secondo mini album Wild, anticipato dal videoclip della canzone omonima. Il brano debuttò nella Circle Chart al trentaduesimo posto, mentre l'album al quarto posto. Intanto, a luglio uscì negli Stati Uniti un documentario promosso dalla BBC, in versione ridotta, dedicato alla loro attività prima e dopo il debutto, intitolato 9MUSES of Star Empire , la cui versione integrale venne pubblicata solamente nel settembre 2014.
Dopo due mesi di promozione, le 9MUSES annunciarono un nuovo ritorno con il loro primo album esteso, Prima Donna. Quest'ultimo venne pubblicato il 14 ottobre, anticipato dal singolo "Gun" e dal video di quest'ultimo. Il 4 dicembre, le 9MUSES pubblicarono il nuovo singolo digitale "Glue", che debuttò nella Gaon Chart al ventiquattresimo posto.
Il 1º gennaio 2014, le 9MUSES volarono a Singapore per aprire il concerto del cantante solista Rain, esibendosi per la prima mezzora con "Figaro", "News", "Ticket", "Dolls", "Wild", "Gun" e "Glue", che avevano appena finito di promuovere negli show televisivi in Corea. Il 29 gennaio, venne comunicato tramite l'agenzia musicale che Lee Sem e Eunji avrebbero abbandonato il gruppo per poter proseguire le proprie attività individuali. Il 23 giugno 2014, venne annunciato che anche Sera avrebbe lasciato il gruppo, a causa dello scadere del suo contratto. Le 9MUSES si esibirono poi, con il resto degli artisti della Star Empire Entertainment, al "1st Incheon-Bangkok Dream Concert" in Thailandia il 28 giugno. Il 5 luglio, durante il programma Bulhuui myeong-gog 2 (Immortal Songs 2), Hyuna, Kyungri, Minha e Sunga cantarono con gli ZE:A una cover di "Twist King" dei Turbo. Dall'11 novembre, le 9MUSES caricarono, sul proprio canale ufficiale YouTube, le puntate del loro reality show, intitolato Namyu Cast.

### 2015:Drama,S/S EditioneLost

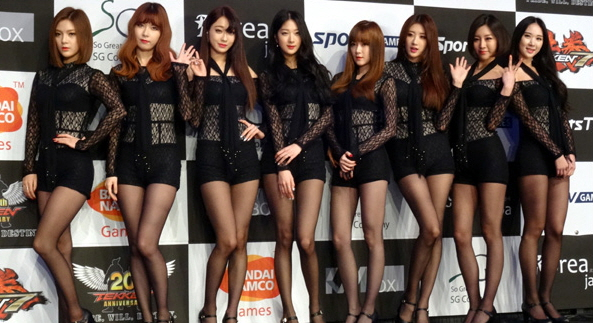
Le 9MUSES nel 2015. Da sinistra: Sojin, Hyemi, Kyungri, Minha, Keumjo, Hyuna, Sunga e Euaerin.

Il gruppo tornò sulle scene il 23 gennaio 2015 con due nuovi membri, Sojin e Keumjo, e un nuovo disco, Drama, presentato in anteprima durante uno spettacolo di un'ora tenutosi il 21 gennaio. Il 23 maggio si esibirono nel corso della ventunesima edizione del Dream Concert, insieme a Shinee, GOT7, BTS e altri, mentre il 2 luglio pubblicarono il loro quarto EP S/S Edition anticipato dal singolo "Hurt Locker". Il disco si posizionò all'ottavo posto nella classifica mondiale Billboard degli album più venduti.
Il 24 novembre, le 9MUSES tornarono sulla scena musicale con il quinto EP Lost ('til the night is over), trainato dalla title track "Sleepless Night" e contenente anche un brano di cui hanno scritto il testo, "To. MINE" dedicato al fandom.
Alla fine del 2015 venne annunciato, tramite un comunicato stampa, che le 9MUSES avrebbero tenuto il loro primo concerto a distanza di sei anni dal debutto. La prima data, tenutasi al Wapop Hall, andò sold out in soli dieci minuti. Nella setlist del concerto, oltre alle loro varie hit, eseguirono cover di G-Friend, Brown Eyed Girls, T-ara, Rihanna e Mariah Carey. Le 9MUSES portarono poi il concerto in Cina dove, una volta terminato, hanno trascorso due ore in compagnia dei fan.

### 2016-2017: 9MUSES A
Ad aprile, Hyuna e Hyemi incisero una cover di Confession successivamente caricata sul loro canale YouTube con il rispettivo video musicale diretto per l'occasione da Hyuna stessa. Quest'ultima, unita a Keumjo, il 10 maggio pubblicò la cover completamente in inglese di As I Am di Baek Yerin, seguita pochi giorni dopo da Hyemi con la cover di If You Like It di Wine Loop.
Il 7 giugno 2016 Euaerin e Minha lasciarono ufficialmente il gruppo, in seguito alla scadenza del loro contratto dedicandosi rispettivamente alla carriera da modella e da attrice. A metà luglio fu annunciata la sub-unit 9MUSES A composta da Hyemi, Kyungri, Sojin e Keumjo che debuttò il 4 agosto con il singolo Lip To Lip. Il 4 ottobre, anche Hyuna uscì dal gruppo, debuttando nel mese di marzo 2017 come solista con Cricket Song e convolando a nozze il successivo 3 settembre.
Il 19 giugno 2017 uscì il nuovo disco Identity. Essendo Sunga impegnata con gli studi e altre attività legate al disc-jockeying, fu pubblicizzato soltanto dagli altri quattro membri annunciando inoltre una terza stagione di Namyu Cast. Il 3 agosto venne pubblicata la riedizione di Identity chiamata Love City da cui venne estratta la title track come nuovo singolo, accompagnata da un video musicale. Il 20 Maggio 2018 Sunga si sposa con Dj Daq.

### 2018: debutto di Kyungri come solista
A fine giugno del 2018, Sunga viene rimossa dal sito ufficiale del gruppo lasciando intendere ufficialmente il suo abbandono dopo quasi 3 anni di hiatus. Contemporaneamente a ciò, venne comunicato che Kyungri avrebbe fatto il suo debutto da solista con un singolo digitale. Quest'ultimo fu accompagnato da una meticolosa promozione che culminò il 5 luglio, data del compleanno della cantante, con il rilascio del brano intitolato Blue Moon annesso al proprio video musicale. Per l'ottavo anniversario del gruppo, venne pubblicato il video della traccia To.MINE.

### 2019: scioglimento del gruppo
Il 10 febbraio, venne annunciato dall'agenzia delle 9MUSES che il gruppo si sarebbe sciolto dopo ben nove anni di attività. Per salutare i fans, le ragazze rilasceranno un ultimo singolo digitale dal titolo Remember per San Valentino e concluderanno le loro attività congiunte il 24 dello stesso mese tramite l'ultimo fanmeeting.

### 2021-2022: MMTG e ME:US
Nel giugno del 2021 le 9MUSES furono invitate, in seguito ad una crescita di popolarità, a presenziare nel programma televisivo MMTG durante il quale si esibirono con il loro brano Dolls. La formazione includeva: Hyuna, Euaerin, Kyungri, Hyemi, Minha, Gabin (nuovo nome di Sojin) e Keumjo.
Durante la performance, acclamata dal pubblico, Gabin mostra alle telecamere un messaggio chiedendo chi attende il ritorno del gruppo, lasciando dunque intendere che le 9MUSES potrebbero tornare nuovamente in futuro.
Nel 2022, Hyuna e Hyemi hanno formato una sub-unit chiamata ME:US, rilasciando successivamente dei nuovi brani musicali tra cui: Memories e Wind.

### 2023-presente: Reunion e Comeback
Nel 2023, viene annunciato il comeback delle 9MUSES A previsto per il seguente mese di Maggio a cui seguirà un comeback del gruppo intero tra Luglio e Agosto. La lineup di quest’ultimo è ancora da discutere.

## Formazione
- Jaekyung (Seul, 9 settembre 1987) – voce (2010)
- Rana (Seul, 26 giugno 1983) – leader, voce, rapper (2010-2011)
- Bini (Seul, 13 novembre 1985) – voce (2010-2011)
- Lee Sem (Donghae, 5 maggio 1987) – voce, rapper (2010-2014)
- Eunji (Seul, 27 settembre 1988) – voce, rapper (2010-2014)
- Sera (Pusan, 3 ottobre 1987) – leader, voce (2010-2014)
- Euaerin (Seul, 3 maggio 1988) – rapper (2010-2016)
- Minha (Seul, 27 giugno 1991) – voce (2010-2016)
- Hyuna (Yeosu, 19 gennaio 1987) – leader, voce (2010-2016)
- Sunga (Suva, 8 luglio 1989) – voce, rapper (2013-2016)
- Hyemi (Gwangju, 3 aprile 1991) – leader, voce (2010-2019)
- Kyungri (Pusan, 5 luglio 1990) – voce (2012-2019)
- Sojin/Gabin (Seul, 11 ottobre 1991) – voce, rapper (2014-2019)
- Keumjo (Seul, 17 dicembre 1992) – voce (2015-2019)

### Formazione
- Prima Formazione (2010): Jaekyung, Rana, Bini, Lee Sem, Eunji, Sera, Euaerin, Minha, Hyemi
- Seconda Formazione (2010–2011): Rana, Bini, Lee Sem, Eunji, Sera, Euaerin, Minha, Hyuna, Hyemi
- Terza Formazione (2011): Lee Sem, Eunji, Sera, Minha, Hyuna, Hyemi
- Quarta Formazione (2011–2012): Lee Sem, Eunji, Sera, Euaerin, Minha, Hyuna, Hyemi
- Quinta Formazione (2012): Lee Sem, Eunji, Sera, Euaerin, Minha, Hyuna, Hyemi, Gyeongree
- Sesta Formazione (2013): Lee Sem, Eunji, Sera, Euaerin, Minha, Hyuna, Hyemi, Gyeongree, Sunga
- Settima Formazione (2014): Sera, Euaerin, Minha, Hyuna, Hyemi, Gyeongree, Sunga
- Ottava Formazione (2014): Euaerin, Minha, Hyuna, Hyemi, Gyeongree, Sunga
- Nona Formazione (2015–2016): Euaerin, Minha, Hyuna, Hyemi, Gyeongree, Sunga, Keumjo, Sojin
- Decima Formazione (2016): Hyuna, Hyemi, Gyeongree, Sunga, Sojin, Keumjo
- Undicesima Formazione (2016): Hyemi, Gyeongree, Sunga (hiatus), Sojin, Keumjo
- Ultima Formazione (2016-2019): Hyemi, Gyeongree, Sojin, Keumjo
- MMTG Formazione (2021): Hyuna, Euaerin, Gyeongree, Hyemi, Minha, Gabin, Keumjo

## Discografia

### Album in studio
- 2013 – Prima Donna (Star Empire Entertainment, LOEN Entertainment)

### EP
- 2012 – Sweet Rendezvous (Star Empire Entertainment, LOEN Entertainment)
- 2013 – Wild (Star Empire Entertainment, LOEN Entertainment)
- 2015 – Drama (Star Empire Entertainment, Genie Kt Music)
- 2015 – S/S Edition (Star Empire Entertainment, Genie Kt Music)
- 2015 – Lost ('til the night is over) (Star Empire Entertainment, Genie Kt Music)
- 2016 – Muses Diary part 1: Lip 2 Lip (Star Empire Entertainment, Genie Kt Music)
- 2017 – Muses Diary part 2: Identity  (Star Empire Entertainment, Genie Kt Music)
- 2017 – Muses Diary part 3: Love City (Star Empire Entertainment, Genie Kt Music)

### Album Singoli
- 2010 – Let's Have a Party (Star Empire Entertainment, LOEN Entertainment)
- 2013 – Dolls (Star Empire Entertainment, LOEN Entertainment)

### Singoli
- 2010 – No Playboy
- 2010 – Ladies
- 2011 – Figaro
- 2012 – News
- 2012 – Ticket
- 2013 – Dolls
- 2013 – Wild
- 2013 – Gun
- 2013 – Glue
- 2014 - Knock (Nasty Nasty: Kyungri, Sojin e Kevin degli ZE:A)
- 2015 – Drama
- 2015 – Hurt Locker
- 2015 – Sleepless Night
- 2016 – Lip2Lip (9Muses A)
- 2017 – Remember (기억해)
- 2017 – Love City
- 2018 – To.MINE
- 2019 – Remember

### Collaborazioni
- 2010 – Give Me (Geomsa princess OST, con Seo In-young)
- 2011 – Shooting Star (con Seo In-young, ZE:A, Park Jung-ah e Jewelry)
- 2012 – Win The Day (con 2PM, 4Minute, MBLAQ, miss A, Dal Shabet, Sistar, ZE:A e B1A4)
- 2012 – Get Up (Hyuna, Sera, Hyemi e Kyungri con Rhythm Power)[70]
- 2012 – I Need Your Love (Hyuna, Sera, Eunji e Hyemi con Kim Jong-min e Tak Jae-hoon)[71]
- 2013 – This Song is for You (Hyuna con House Rulez)
- 2014 - Some (Kyungri con Jangmoon dei SoReal)[72]
- 2014 - Knock (Nasty Nasty: Kyungri, Sojin e Kevin degli ZE:A)
- 2014 – Indelible 11-digit Number (Hyuna con 20 Years Of Age)

## Videografia
- 2010 – "No Playboy"
- 2011 – "Figaro"
- 2012 – "News"
- 2012 – "Ticket"
- 2013 –  "Dolls"
- 2013 –  "Wild"
- 2013 –  "Gun"
- 2013 –  "Glue"
- 2014 –  "Knock"
- 2015 –  "Drama"
- 2015 –  "Hurt Locker"
- 2015 –  "Yes or No"
- 2015 –  "Sleepless Night"
- 2016 –  "Lip 2 Lip"
- 2017 –  "Remember"
- 2017 –  "Love City"
- 2018 –  ''Blue Moon'' (Kyungri solo)
- 2018 –  ''To.MINE''
- 2019 –  ''Remember''

## Riconoscimenti
| Anno | Premio                              | Categoria                                      | Opera nominata | Risultato       |
| ---- | ----------------------------------- | ---------------------------------------------- | -------------- | --------------- |
| 2010 | Korean Culture Entertainment Awards | New Generation Popular Music Teen Singer Award | 9MUSES         | Vincitore/trice |
| 2010 | Korean Beauty Design Expo           | Beauty Popularity Star Award                   | 9MUSES         | Vincitore/trice |
| 2013 | KPOP+ Music Awards                  | Best Female Group                              | 9MUSES         | Vincitore/trice |
| 2013 | KPOP+ Music Awards                  | Most Improved Artist                           | 9MUSES         | Vincitore/trice |